# Aardmonnik
Aardmonnik je pivo vyráběné belgickým pivovarem De Struise Brouwers, prvně uvařené v roce 2006.

## Historie
Pivo Aardmonnik je Old Brown alem z Vlámska. Toto pivo zraje a dozrává ve francouzských dubových sudech 18 měsíců, vařeno je z 30 % starého a 70 % nového piva a jedná se o velmi suché pivo s kyselejším nádechem chuti. Po napití je znát nádech alkoholu, cítit je i chuť třešní, švestek, dubu a fíků. Pivo vzniká mícháním brown ale.
Aardmonnik obsahuje poměrně vysokých 8 % alkoholu a konzumuje se ideálně za teploty 12 °C.